# Isopachys gyldenstolpei
Isopachys gyldenstolpei — вид сцинкоподібних ящірок родини сцинкових (Scincidae). Ендемік Таїланду. Вид названий на честь шведського натураліста Нільса Гільденстолпе.

## Опис
Isopachys gyldenstolpei — великий сцинк без кінцівок, середня довжина якого (без врахування хвоста) становить 3000 мм.

## Поширення і екологія
Isopachys gyldenstolpei мешкають на заході Таїланду, в провінціях Канчанабурі, Прачуапкхірікхан, Пхетчабурі і Утхайтхані. Вони живуть в сухих тропічних лісах в передгір'ях, в сухих піщаних ґрунтах. Вони ведуть риючий спосіб життя, живляться дощовими черв'яками.